# Tim Wirth

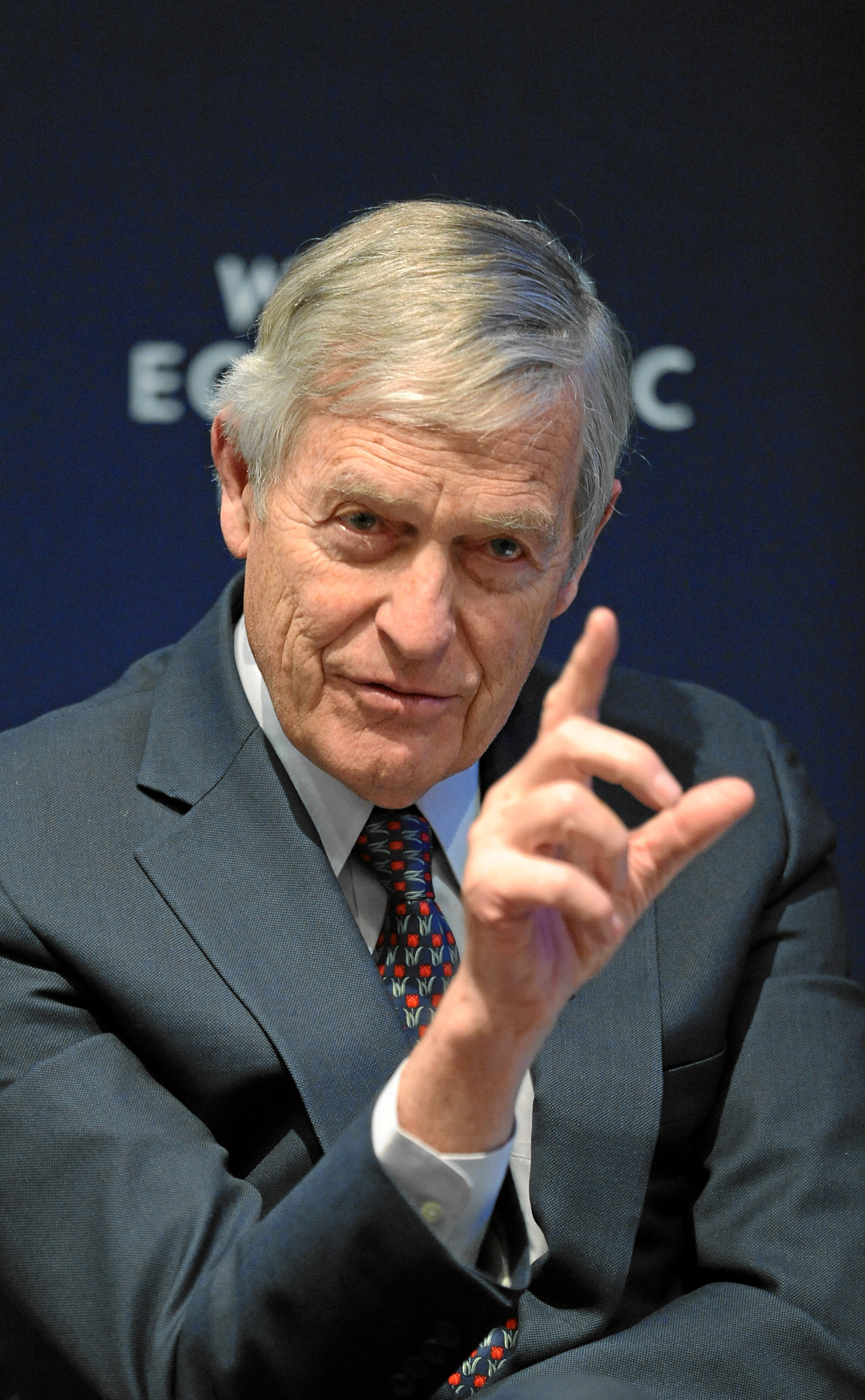
Tim Wirth, 2011

Timothy Endicott "Tim" Wirth, född 22 september 1939 i Santa Fe, New Mexico, är en amerikansk demokratisk politiker. Han representerade delstaten Colorado i båda kamrarna av USA:s kongress, först i representanthuset 1975-1987 och sedan i senaten 1987-1993.
Wirth avlade 1961 grundexamen vid Harvard University. Han studerade sedan vidare vid Harvard och avlade 1973 doktorsexamen vid Stanford University.
Wirth besegrade sittande kongressledamoten Donald G. Brotzman i kongressvalet 1974. Han omvaldes fem gånger. Senator Gary Hart ställde inte upp för omval i senatsvalet 1986. Wirth vann valet och efterträdde Hart i senaten i januari 1987. Han efterträddes sex år senare av Ben Nighthorse Campbell. Wirth tillträdde 1994 en ny befattning i USA:s utrikesdepartement, biträdande utrikesminister för demokrati och globala frågor (Under Secretary of State for Democracy and Global Affairs). Han avgick den 23 december 1997. Han är ordförande för United Nations Foundation sedan 1998.